# Malaxis cumbensis
Malaxis cumbensis är en orkidéart som beskrevs av Dodson. Malaxis cumbensis ingår i släktet knottblomstersläktet, och familjen orkidéer.
Artens utbredningsområde är Ecuador. Inga underarter finns listade i Catalogue of Life.